# Canthocamptus antarcticus
Canthocamptus antarcticus is een eenoogkreeftjessoort uit de familie van de Canthocamptidae. De wetenschappelijke naam van de soort is voor het eerst geldig gepubliceerd in 1906 door Richters.